# Chita Gross
Chita Gross (* 1. November 1962) ist eine ehemalige niederländische Judoka. Sie war Weltmeisterschaftsdritte 1986 und Europameisterschaftszweite 1987.

## Sportliche Karriere
Chita Gross kämpfte bis 1986 im Leichtgewicht, der Gewichtsklasse bis 56 Kilogramm. Dann wechselte sie ins Halbmittelgewicht, die Gewichtsklasse bis 61 Kilogramm. 1982 und 1985 war sie niederländische Meisterin im Leichtgewicht.
Bei den Weltmeisterschaften 1984 unterlag Gross im Achtelfinale der Finnin Riitta Rihtamo. 1985 schied sie bei den Europameisterschaften im Achtelfinale gegen die Britin Diane Bell aus. Bei den Europameisterschaften 1986 verlor sie im Achtelfinale gegen die Deutsche Regina Philips. Ende Oktober 1986 fanden in Maastricht die Weltmeisterschaften statt. Chita Gross bezwang im Viertelfinale die Schwedin Ninny Magnusson und verlor im Halbfinale gegen die Britin Ann Hughes. Im Kampf um eine Bronzemedaille bezwang Gross die Südkoreanerin Kim Sung-hae.
Im Mai 1987 trat Chita Gross bei den Europameisterschaften in Paris in ihrer neuen Gewichtsklasse an und erreichte auf Anhieb das Finale. Dort unterlag sie der Polin Bogusława Olechnowicz. Bei den Weltmeisterschaften in Essen Ende des Jahres erreichte sie das Viertelfinale und verlor dann gegen die Japanerin Noriko Mochida. 1988 endete ihre internationale Karriere.